# ポアズ
ポアズ（poise, 記号:P）は、CGS単位系における粘度の単位である。1913年に提唱されたもので、その名前はフランスの物理学者であるジャン・ポアズイユにちなむ。
1ポアズは、流体内に1センチメートル(cm)につき1センチメートル毎秒(cm/s)の速度勾配があるとき、その速度勾配の方向に垂直な面において速度の方向に1平方センチメートル(cm2)につき1ダイン(dyn)の力の大きさの応力が生ずる粘度と定義されている。すなわち、1 P = 1 (dyn/cm2)/((cm/s)/cm) = 1 dyn·s/cm2となる。
実際には、100分の1のセンチポアズ(cP)や1000分の1のミリポアズ(mP)がよく使われていた。
SIにおける粘度の単位はパスカル秒(Pa·s)であり、ポアズとの換算は 1 Pa·s = 1 kg/m·s = 10 P となる。ポアズは非SI単位であり、SIでは非推奨の単位としている。日本の計量法においては、ポアズは国内外で広く用いられており、使用を禁止することで混乱を招くおそれがあるため、法定計量単位として使用を認めている（計量法第四条第二項関係、計量法に基づく計量単位一覧#SI単位のある量についての非SI単位（5量18単位））。
摂氏25度における水の粘度は0.0089ポアズ（8.9ミリポアズ）である。